# Чэнь Цзайдао
Чэнь Цзайда́о, (кит. упр. 陈再道, пиньинь Chén Zàidào; 24 января 1909 — 6 апреля 1993) — генерал Народно-освободительной армии Китая, начальник Уханьского военного округа в 1954—67 гг. Посланный на усмирение «контрреволюционных группировок» в г. Ухань в июле 1967 года, он расправился как с партийными активистами, так и с вышедшими из-под контроля хунвэйбинами.

## Участие в «уханьском инциденте»
В 1967 году в Ухане во время культурной революции хунвэйбины устраивали массовые погромы. Когда ситуация в городе дошла до предела, жители стали создавать отряды самообороны от бесчинства враждующих группировок; их объединение получило название «Миллион героев». Чэнь Цзайдао ввёл в город войска и разгромил как местные партийные органы, так и организации хунвэйбинов и цзяофаней, поддержав «миллион героев». При этом он проигнорировал прямые приказы из Пекина, взял под арест двух сторонников Мао Цзэдуна — Се Фучжи и Ван Ли; также не дал Чжоу Эньлаю приземлиться в городе на самолёте, угрожая танками.
Из Пекина были посланы несколько дивизий; после первой же угрозы открыть огонь Чэнь Цзайдао немедленно сдался. 
Был уволен с должности, над ним был проведён показательный процесс, однако ещё при жизни Мао в 1972 году реабилитирован и введён в состав ЦК КПК в 1978 году.